# Hans-Peter Minetti

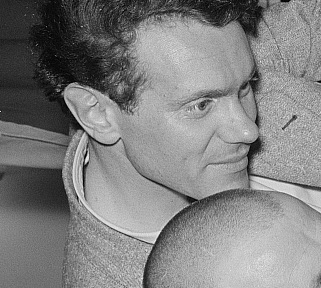
Hans-Peter Minetti ca. 1950er

Hans-Peter Theodor Minetti (* 21. April 1926 in Berlin; † 10. November 2006 in Cheb) war ein deutscher Schauspieler, der vor allem in der DDR auf der Bühne und beim Film arbeitete. Bekanntheit erlangte er durch Film- und Fernsehproduktionen der DEFA und des Deutschen Fernsehfunks (DFF), wie Ernst Thälmann – Sohn seiner Klasse, Der Teufel vom Mühlenberg,  Spur der Steine, Schneeweißchen und Rosenrot und Martin Luther.

## Leben
Hans-Peter Minetti wurde im April 1926 als Sohn des Schauspielers Bernhard Minetti (1905–1998) und dessen Ehefrau Anne Minetti, geborene Gerbrandt, (1904–1963), in Berlin-Charlottenburg geboren. Nach dem Krieg studierte er in Kiel, der Heimatstadt seines Vaters, später in Hamburg und Berlin, Kunstgeschichte und Philosophie. Sein Studium finanzierte er mit Arbeiten als Journalist für den Deutschen Nachrichtendienst. Über das Theaterspiel an Studentenbühnen kam er schließlich dazu, in die Fußstapfen seines berühmten Vaters zu treten. 1946 trat er in die KPD ein, siedelte 1949 nach Weimar in die DDR über und wurde dort Mitglied im Zentralrat der FDJ, Kandidat des Zentralkomitees der SED, Präsident des Verbandes der Theaterschaffenden sowie Vorsitzender der Gewerkschaft Kunst.
1952 erhielt Hans-Peter Minetti sein erstes Engagement am Maxim-Gorki-Theater in Berlin. Ab 1956 schloss er sich dem Deutschen Theater an, später auch am Berliner Ensemble und der Volksbühne am Rosa-Luxemburg-Platz. 1954 gab er sein Filmdebüt mit der Rolle des jungen revolutionären Hamburger Werftarbeiters Fiete Jansen in Kurt Maetzigs Filmbiografie Ernst Thälmann – Sohn seiner Klasse, die er auch im Folgejahr in der Fortsetzung Ernst Thälmann – Führer seiner Klasse spielte. Ebenfalls 1955 war Minetti in dem DEFA-Märchenfilm Der Teufel vom Mühlenberg als Müller Jörg neben Eva Kotthaus in der Hauptrolle auf der Kinoleinwand zu sehen. In den nachfolgenden Jahren wirkte er in über 60 Film- und Fernsehproduktionen der DEFA und des DFF, u. a. 1957 als Dr. Meisel in dem Kriminalfilm Spur in die Nacht und 1959 als Kapitänleutnant Fischer in dem Spionagefilm Im Sonderauftrag. Georg Leopold besetzte ihn 1960 für den antifaschistischen DDR-Fernsehfilm Nackt unter Wölfen in der Nebenrolle des Bochow und Frank Beyer besetzte ihn 1966 für den Gegenwartsfilm Spur der Steine, der drei Tage nach der Uraufführung wegen der kritischen Sicht der DDR-Verhältnisse verboten wurde, als Parteisekretär Heinz Bleibtreu an der Seite der Hauptfigur Hannes Balla, gespielt von Manfred Krug. Von 1965 bis 1966 war er in fünf Folgen der Fernsehserie Dr. Schlüter als Ernst Demmin zu sehen. 
Bei der Festveranstaltung zur Eröffnung des Palastes der Republik am 23. April 1976 sprach Minetti einen feierlichen Monolog. In dem DEFA-Märchenfilm Schneeweißchen und Rosenrot, einer tschechischen Coproduktion, nach dem gleichnamigen Märchen der Brüder Grimm übernahm Minetti neben Julie Jurištová und Katrin Martin unter der Regie von Siegfried Hartmann die Rolle des bösen Berggeistes, der im Amalienstollen haust. In dem Fünfteiler Martin Luther übernahm er 1983 in den ersten beiden Teilen die Rolle des Dominikaners und Ablasspredigers Johann Tetzel. 1985 war er in dem Fernsehvierteiler Johann Sebastian Bach als Textdichter Christian Friedrich Henrici zu sehen. 1986 und 1990 wirkte er in der Fernsehserie Schauspielereien, in der er pro Folge in mehrere Rollen gleichzeitig schlüpfte. 1992 war er als Hauptkontrolleur in dem satirischen Spielfilm Miraculi letztmals auf der Kinoleinwand zu sehen.

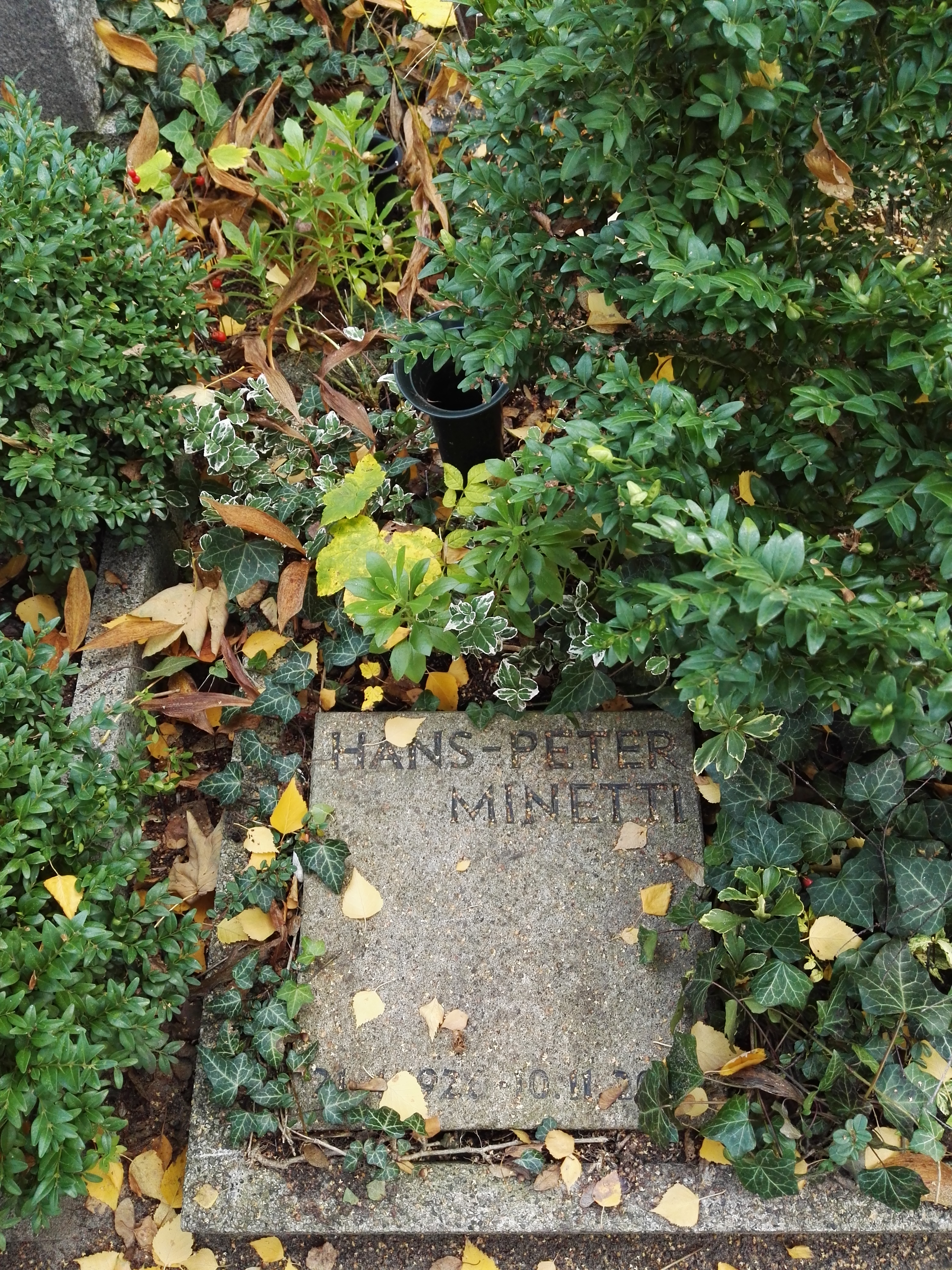
Grabstätte

Von 1975 bis 1981 war Minetti Direktor Staatliche Schauspielschule in Berlin-Schöneweide. Die Schule unter ihm 1981 von einer Fachschule zur Hochschule für Schauspielkunst Ernst Busch umgewandelt, deren Rektor er bis 1987 war. Von 1984 bis zur Wende war Minetti Präsident des Verbandes für Theaterschaffende. Damit war er einer der mächtigsten Männer des Theaters der DDR und konnte über das Wohlergehen der Theaterschaffenden maßgeblich entscheiden, was ihm nach dem Ende der DDR heftige Kritik einbrachte. 
Minetti zog sich, nachdem er in den 1990ern keine Rollenangebote mehr erhielt, auf Tourneen mit Solo-Theater-Produktionen zurück. In den Jahren 1999–2002 stand er in der Rolle des Sigmund Freud in Meinhard Zangers Inszenierung des Schauspiels Der Besucher von Éric-Emmanuel Schmitt am theater der keller in Köln 100 Mal auf der Bühne. 2005 erhielt er noch einmal ein Engagement als Bischof Winchester und Rivers in Thomas Thiemes Inszenierung von Margaretha. Eddy. Dirty Rich am Deutschen Nationaltheater Weimar.
1979 wurde er mit dem Nationalpreis der DDR II. Klasse für Kunst und Literatur ausgezeichnet. 1986 erhielt er den Vaterländischen Verdienstorden in Gold.
Hans-Peter Minetti war bis zu seinem Tod mit der Schauspielerin Irma Münch verheiratet. Ihr gemeinsamer Sohn Daniel Minetti ergriff ebenfalls den Schauspielerberuf. Auch Minettis Schwester Jennifer Minetti war Schauspielerin. Minetti starb am 10. November 2006 bei einem Kuraufenthalt in Tschechien an Herzversagen. Er wurde auf dem Dorotheenstädtischen Friedhof in Berlin beigesetzt.
Sein schriftlicher Nachlass befindet sich im Archiv der Akademie der Künste in Berlin.

## Filmografie

### Kinofilme
- 1954: Ernst Thälmann – Sohn seiner Klasse
- 1955: Der Teufel vom Mühlenberg
- 1955: Ernst Thälmann – Führer seiner Klasse
- 1957: Tinko
- 1957: Lissy
- 1957: Spur in die Nacht
- 1957: Polonia-Express
- 1958: Tatort Berlin
- 1959: Im Sonderauftrag
- 1959: Eine alte Liebe
- 1960: Zu jeder Stunde
- 1961: Kuttel
- 1962: Die schwarze Galeere
- 1963: Geheimarchiv an der Elbe
- 1963: Reserviert für den Tod
- 1964: Die Suche nach dem wunderbunten Vögelchen
- 1964: Alaskafüchse
- 1966: Spur der Steine
- 1969: Nebelnacht
- 1970: Hart am Wind
- 1979: Schneeweißchen und Rosenrot
- 1992: Miraculi

### Fernsehfilme
- 1957: Herr Puntila und sein Knecht Matti (Studioaufzeichnung)
- 1963: Nackt unter Wölfen
- 1963: Carl von Ossietzky
- 1969: Die Dame aus Genua
- 1970: Ich – Axel Cäsar Springer (Fünfteiler)
- 1971: Die Braut Nadja
- 1972: Kalkutta, 4. Mai
- 1972: Aller Liebe Anfang
- 1973: Ein idealer Gatte
- 1975: Der erste Tag der Freiheit
- 1977: Auftrag für M & S
- 1981: Furcht und Elend des Dritten Reiches
- 1983: Martin Luther (Fünfteiler)
- 1985: Johann Sebastian Bach (Vierteiler)
- 1988: Probe aufs Exempel
- 1988: Passage
- 1989: Schatten im Zenit
- 1990: Die Ritter der Tafelrunde
- 1996: Die Eisprinzessin

### Fernsehserien und -reihen
- 1959: Weimarer Pitaval: Der Fall Wandt
- 1965: Dr. Schlüter (5 Folgen)
- 1972: Das Geheimnis der Anden (5 Folgen)
- 1986; 1990: Schauspielereien (verschiedene Rollen, zwei Folgen)
- 1990: Der Staatsanwalt hat das Wort: Hallo Partner

## Theater
- 1950: Stefan Brodwin: Der Feigling – Regie: Willy Semmelrogge (Deutsches Theater-Institut Weimar)
- 1952: Boris Lawrenjow: Für die auf See – Regie: Maxim Vallentin (Maxim-Gorki-Theater Berlin)
- 1954: William Shakespeare: Die Komödie der Irrungen (Antipholi) – Regie: Hans-Robert Bortfeldt (Maxim-Gorki-Theater Berlin)
- 1955: Friedrich Schiller: Die Räuber (Franz) – Regie: Maxim Vallentin (Maxim-Gorki-Theater Berlin)
- 1956: Johannes R. Becher: Der Weg nach Füssen (Maler Rocholl) – Regie: Maxim Vallentin (Maxim-Gorki-Theater Berlin)
- 1956: George Bernard Shaw: Die Häuser des Herrn Sartorius (Dr. Harry Trench) – Regie: Erich-Alexander Winds (Maxim-Gorki-Theater Berlin)
- 1957: William Shakespeare: König Lear (Edgar) – Regie: Wolfgang Langhoff (Deutsches Theater Berlin)
- 1958: Anton Tschechow: Drei Schwestern – Regie: Heinz Hilpert (Deutsches Theater Berlin)
- 1959: Joseph Kosma Die Weber von Lyon (Sprecher Prolog) – Regie: Lilo Gruber (Deutsche Staatsoper Berlin)
- 1959: Maxim Gorki: Sommergäste (Rjumin) – Regie: Wolfgang Heinz (Deutsches Theater Berlin)
- 1964: Carl Sternheim: 1913 (Sekretär Krey) – Regie: Fritz Bornemann (Deutsches Theater Berlin – Kammerspiele)
- 1967: Rolf Schneider: Prozeß in Nürnberg (Verteidiger) – Regie: Wolfgang Heinz (Deutsches Theater Berlin)
- 1974: Bertolt Brecht: Die Mutter (Rybin) – Regie: Ruth Berghaus (Berliner Ensemble)
- 1975: Leon Kruczkowski: Der erste Tag der Freiheit (Hieronim) – Regie: Jürgen Pörschmann/Günter Schmidt (Berliner Ensemble)
- 1977: Bertolt Brecht nach Jakob Michael Reinhold Lenz: Der Hofmeister (Wenzeslaus) – Regie: Peter Kupke (Berliner Ensemble)
- 1981: Bertolt Brecht: Turandot oder der Kongress der Weißwäscher (Kaiser) – Regie: Manfred Wekwerth/Joachim Tenschert (Berliner Ensemble)
- 1982: Hanns-Eisler Hearing (Eisler) – Regie: Christoph Brück/Wolf Bunge (Berliner Ensemble – Probebühne)

## Hörspiele und Features
- 1957: A. G. Petermann: Die Hunde bellen nicht mehr (Ewald Heindorf) – Regie: Theodor Popp (Kriminalhörspiel – Rundfunk der DDR)
- 1963: Bernhard Seeger: Rauhreif (Sohn Thomas) – Regie: Theodor Popp (Rundfunk der DDR)
- 1965: Peter Weiss: Die Ermittlung – Regie: Wolfgang Schonendorf (Rundfunk der DDR)
- 1966: Bernhard Seeger: Hannes Trostberg (Edwin Spahn) – Regie: Theodor Popp (Hörspiel (3 Teile) – Rundfunk der DDR)
- 1968: Michail Schatrow: Bolschewik – Regie: Wolf-Dieter Panse (Hörspiel – Rundfunk der DDR)
- 1969: Friedrich Schiller: Die Verschwörung des Fiesco zu Genua (Gianettino) – Regie: Peter Groeger (Hörspiel – Rundfunk der DDR)
- 1969: Fritz Selbmann: Ein weiter Weg (Stenrath) – Regie: Fritz-Ernst Fechner (Hörspiel (8 Teile) – Rundfunk der DDR)
- 1970: Michail Schatrow: Der sechste Juli (Dzierzynski) – Regie: Helmut Hellstorff (Hörspiel – Rundfunk der DDR)
- 1971: Gerhard Rentzsch: Das Amulett (6 Teile) – Regie: Wolf-Dieter Panse (Hörspiel – Rundfunk der DDR)
- 1972: Günther Deicke: Das entscheidende Jahr – Regie: Fritz-Ernst Fechner (Feature – Rundfunk der DDR)
- 1975: Lothar Kleine: Michael Gaismair oder Neun Sätze aus der Heiligen Schrift – Regie: Werner Grunow (Hörspiel – Rundfunk der DDR)
- 1979: Alberto Molina: Beerdigung unter Bewachung (Enrique Bello) – Regie: Fritz Göhler (Hörspiel – Rundfunk der DDR)
- 1986: Georg Büchner: Woyzeck (Doktor) – Regie: Joachim Staritz (Hörspiel – Rundfunk der DDR)
- 1987: Reinhard Griebner: Ich gehöre aber einer anderen Richtung an (Pius XII) – Regie: Fritz Göehler (Hörspiel – Rundfunk der DDR)